# یورگن مول
یورگن مول (انگلیسی: Jürgen Moll; ۱۶ نوامبر ۱۹۳۹ – ۱۶ دسامبر ۱۹۶۸) بازیکن فوتبال اهل آلمان بود.
از باشگاه‌هایی که در آن بازی کرده‌است می‌توان به باشگاه فوتبال آینتراخت برانشوایگ اشاره کرد.